# Ганделю
Ганделю́ (фр. Gandelu) — коммуна во Франции, находится в регионе Пикардия. Департамент коммуны — Эна. Входит в состав кантона Виллер-Котре. Округ коммуны — Шато-Тьерри.
Код INSEE коммуны — 02339.

## Население
Население коммуны на 2010 год составляло 679 человек.
| 1962 | 1968 | 1975 | 1982 | 1990 | 1999 | 2010 |
| ---- | ---- | ---- | ---- | ---- | ---- | ---- |
| 365  | 326  | 291  | 346  | 537  | 641  | 679  |

## Экономика
В 2010 году среди 457 человек трудоспособного возраста (15—64 лет) 353 были экономически активными, 104 — неактивными (показатель активности — 77,2 %, в 1999 году было 74,4 %). Из 353 активных жителей работали 315 человек (179 мужчин и 136 женщин), безработных было 38 (17 мужчин и 21 женщина). Среди 104 неактивных 35 человек были учениками или студентами, 39 — пенсионерами, 30 были неактивными по другим причинам.